# 諾斯蘭丁 (印地安納州)
諾斯蘭丁（英語：Norths Landing）是位於美國印地安納州俄亥俄縣的一個非建制地區。該地的面積和人口皆未知。

## 地理
諾斯蘭丁所處的海拔為高於海平面145米（即476英呎），而該地所採用的時區為UTC-5，即北美東部時區（EST）。同時該地設有夏令時間，為UTC-5調快一小時，即UTC-4（EDT）。